# Lý Sơn
Lý Sơn là một đặc khu thuộc tỉnh Quảng Ngãi, Việt Nam.
Trước đây, Lý Sơn được gọi là Cù lao Ré, theo cách lý giải của dân gian là “cù lao có nhiều cây Ré”. Hòn đảo là vết tích còn lại của một núi lửa với 5 miệng, được hình thành cách đây khoảng 25-30 triệu năm. 5 ngọn núi là nguồn giữ các mạch nước ngầm chính cung cấp nguồn nước cho toàn bộ người dân trên đảo.
Huyện Lý Sơn là huyện đảo được tách ra từ huyện Bình Sơn của tỉnh Quảng Ngãi theo quyết định của Thủ tướng Chính phủ Việt Nam năm 1992 và trở thành huyện đảo tiền tiêu từ khi đó. Nói về huyện đảo này, nhân dân địa phương có ca dao thủy trình:
Trực nhìn ngó thấy Bàn Than
Ba hòn lao Ré nằm ngang Sa Kỳ.

## Địa lý
Huyện đảo nằm về phía đông bắc tỉnh Quảng Ngãi, cách đất liền 15 hải lý.
Diện tích của huyện Lý Sơn là 10,39 km², dân số năm 2019 là 22.174 người, mật độ dân số đạt 2.134 người/km². Gồm 2 đảo: đảo Lớn (Lý Sơn, hoặc gọi cù lao Ré), đảo Bé (cù lao Bờ Bãi) ở phía bắc đảo Lớn và hòn Mù Cu ở phía đông của đảo Lớn.
Vào cuối kỷ Neogen (là một kỷ địa chất của đại Tân Sinh) đầu đệ Tứ, cách ngày nay khoảng 25 - 30 triệu năm, đảo Lý Sơn được hình thành di sự kiến tạo địa chấn với sự phun trào nham thạch của núi lửa. Hiện nay trên đảo có 5 hòn núi đều là chứng tích của núi lửa đã phun trào. Sự phun trào và tắt đi của núi lửa đã tạo nên những cảnh quan thiên nhiên kỳ thú trên đảo. Chúng còn trải trên bề mặt đảo ở phía nam một lớp đất bazan màu mỡ thích hợp cho nhiều loại cây trồng, đồng thời còn tạo nên những rạn đá ngầm là điều kiện tốt cho các loài thủy tộc sinh sống.

## Lịch sử
Các dấu vết khảo cổ từ thời văn hóa Sa Huỳnh có từ sớm hơn 200 năm trước công nguyên đã được tìm thấy trên đảo.
Vào nửa đầu thế kỷ 17, Chúa Nguyễn tổ chức Hải đội Hoàng Sa lấy người từ xã An Vĩnh, huyện Bình Sơn, phủ Quảng Ngãi ra quần đảo Hoàng Sa thâu lượm hàng hóa, khí cụ trên các tàu mắc cạn và đánh bắt hải sản quý hiếm mang về dâng nộp.
Danh sách các cai đội, suất đội thủy quân nhà Nguyễn được cử đi thực thi chủ quyền tại quần đảo Hoàng Sa:
- Phạm Quang Ảnh, được cử đi đo vẽ thủy trình Hoàng Sa tháng 1 năm Gia Long 14, Ất Hợi (1815), tên được lấy đặt tên cho đảo Quang Ảnh thuộc quần đảo Hoàng Sa.
- Phạm Văn Sinh, được cử đi đo vẽ bản đồ Hoàng Sa.
- Phạm Văn Nguyên, năm Minh Mạng 16 (1835) được cử đi xây dựng Hoàng Sa Tự tại đảo nay là đảo Phú Lâm quần đảo Hoàng Sa.
- Phạm Hữu Nhật, tức Phạm Văn Triều (1804-1854), được cử đi đo đạc Hoàng Sa năm 1837, tên được lấy đặt tên cho đảo Hữu Nhật thuộc quần đảo Hoàng Sa.[7]

Trong chiến tranh Việt Nam, Lý Sơn là địa điểm mà Hải quân Hoa Kỳ đặt trạm ra đa để quan sát hoạt động của tàu thuyền dọc theo bờ biển Việt Nam. Ngày nay các trạm radar, như trạm rađa tầm xa N50, của Hải quân Việt Nam vẫn hoạt động trên đảo này.
Ngày 30 tháng 6 năm 1989, tỉnh Quảng Ngãi được tái lập từ tỉnh Nghĩa Bình, huyện Bình Sơn thuộc tỉnh Quảng Ngãi.
Ngày 1 tháng 1 năm 1993, thành lập huyện đảo Lý Sơn theo Quyết định số 337-HĐBT của Hội đồng Bộ trưởng trên cơ sở tách 2 xã Lý Hải và Lý Vĩnh thuộc huyện Bình Sơn.
Ngày 1 tháng 12 năm 2003: 
- Chia xã Lý Vĩnh thành 2 xã: An Bình và An Vĩnh
- Đổi tên xã Lý Hải thành xã An Hải.

Cuối năm 2019, huyện Lý Sơn có 3 đơn vị hành chính trực thuộc, gồm các xã: An Bình, An Vĩnh và An Hải.
Ngày 10 tháng 1 năm 2020, Ủy ban Thường vụ Quốc hội ban hành Nghị quyết số 867/NQ-UBTVQH14 về việc sắp xếp các đơn vị hành chính cấp huyện, cấp xã thuộc tỉnh Quảng Ngãi (nghị quyết có hiệu lực từ ngày 1 tháng 2 năm 2020). Theo đó, giải thể toàn bộ 3 xã An Bình, An Vĩnh và An Hải để thực hiện chính quyền một cấp trên địa bàn huyện Lý Sơn.

## Hành chính
Hiện nay, đặc khu Lý Sơn không phân chia thành các đơn vị hành chính cấp xã, thay vào đó chính quyền trực tiếp quản lý về mọi mặt. Trước đây, đặc khu Lý Sơn được chia làm 3 xã: An Vĩnh, An Hải, An Bình.
Ngoài ra, đặc khu còn được chia thành 6 thôn: Bắc An Bình, Đông An Hải, Đông An Vĩnh, Đồng Hộ An Hải, Tây An Hải, Tây An Vĩnh.

## Kinh tế - xã hội
Người dân trên đảo sống nhờ vào đánh bắt hải sản và trồng tỏi. Tuy nhiên, việc khai thác cát ven bờ biển để trồng tỏi và hành đã gây ra những thiệt hại không nhỏ do hiện tượng xâm thực.
Từ tháng 9/2014 ở Lý Sơn đã được kéo cáp ngầm vượt biển cung cấp điện lưới quốc gia cho hai đảo là An Vĩnh và An Hải (đảo Lớn) góp phần nâng cao đời sống của bà con trên đảo, kèm theo các dịch vụ nhà hàng khách sạn, ăn uống phát triển theo, huyện đảo đang hướng tới là một đảo du lịch trong tương lai.
Ngày 22/01/2016, Công ty Điện lực Quảng Ngãi đã chính thức cấp điện cho 116 hộ dân trên đảo An Bình (đảo Bé) 

### Dự án Khu đô thị thương mại dịch vụ The Sea Eyes
Dự án do Công ty CP phát triển Lý Sơn, được thành lập từ ngày 5.12.2018, xin chủ trương đầu tư chỉ 5 ngày sau khi hoạt động và lập tức được ông Trần Ngọc Căng - Chủ tịch UBND tỉnh Quảng Ngãi ký “thẩm định, trình phê duyệt dự án”. Trong tổng diện tích 54,65ha, Dự án này đều nằm trên thềm lục địa - vũng nước cạn ở phía nam đảo Lý Sơn, kéo dài 2,5 km; phần diện tích còn lại cũng rất sát mép biển.
Với quy mô và vị trí như vậy, người dân lo sợ dự án sẽ bồi lấp, tàn phá một diện tích khá lớn (gần bằng diện tích dự án) thềm lục địa mà ở đó là rạn san hô, rong, cỏ biển nằm trong Khu vực phục hồi và tiếp giáp Khu vực bảo vệ nghiệm ngặt của Khu bảo tồn biển Lý Sơn đang được triển khai nhiều năm trước đó. Nhiều nhà nghiên cứu, chuyên gia về địa chất, bảo tồn biển cũng bày tỏ thêm quan ngại nếu dự án được triển khai sẽ ảnh hưởng đến diện mạo địa chất của đảo Lý Sơn.

## Du lịch
Tỉnh Quảng Ngãi đã khai trương tuyến du lịch "biển đảo Lý Sơn" vào ngày 28 tháng 4 năm 2007. Du khách từ thành phố Quảng Ngãi đi theo quốc lộ 24B về cảng Sa Kỳ, sau đó ra đảo bằng tàu cao tốc và thuê xe máy để đến các di tích trên đảo. Khi lưu trú trên đảo, du khách sẽ được thưởng thức các món hải sản và các đặc sản gỏi tỏi, gỏi cá cơm, rong biển trộn (rau cum cúm), cháo nhum (cầu gai)...
Từ đảo lớn khách du lịch lại có thể đi cano sang đảo bé để tắm và bơi tại bãi dừa. Nước biển tại đây trong và sóng lặng.
Trên đảo có bốn di tích quốc gia: đình làng An Vĩnh (di tích liên quan đến hải đội Hoàng Sa bên trên), đình làng An Hải, Âm linh tự (nơi thờ cúng oan hồn, cô hồn và phối thờ tử sĩ Hoàng Sa - Trường Sa), Chùa Hang. Các di chỉ văn hóa Sa Huỳnh cũng đã được tìm thấy trên đảo, như suối Chình, xóm Ốc và đặc biệt là các dấu vết của văn hóa Chăm Pa. Và 24 chùa, am.
Ngày 13 tháng 7 năm 2007, Ủy ban nhân dân tỉnh Quảng Ngãi đã ra quyết định công nhận Tuyến du lịch biển đảo Lý Sơn gồm các điểm du lịch tại huyện Lý Sơn theo các tuyến: Chùa Hang, Đình làng An Hải, Chùa Đục, Miệng núi Lửa, di tích lịch sử Hải đội Hoàng Sa - Trường Sa, Âm linh tự và một số nhà cổ tại huyện Lý Sơn.
Huyện đảo được mệnh danh là "Vương quốc tỏi" vì sản phẩm tỏi có hương vị đặc biệt. Các hàm lượng chất có trong tỏi luôn cao hơn tỏi được trồng ở những nơi khác.

## Hình ảnh

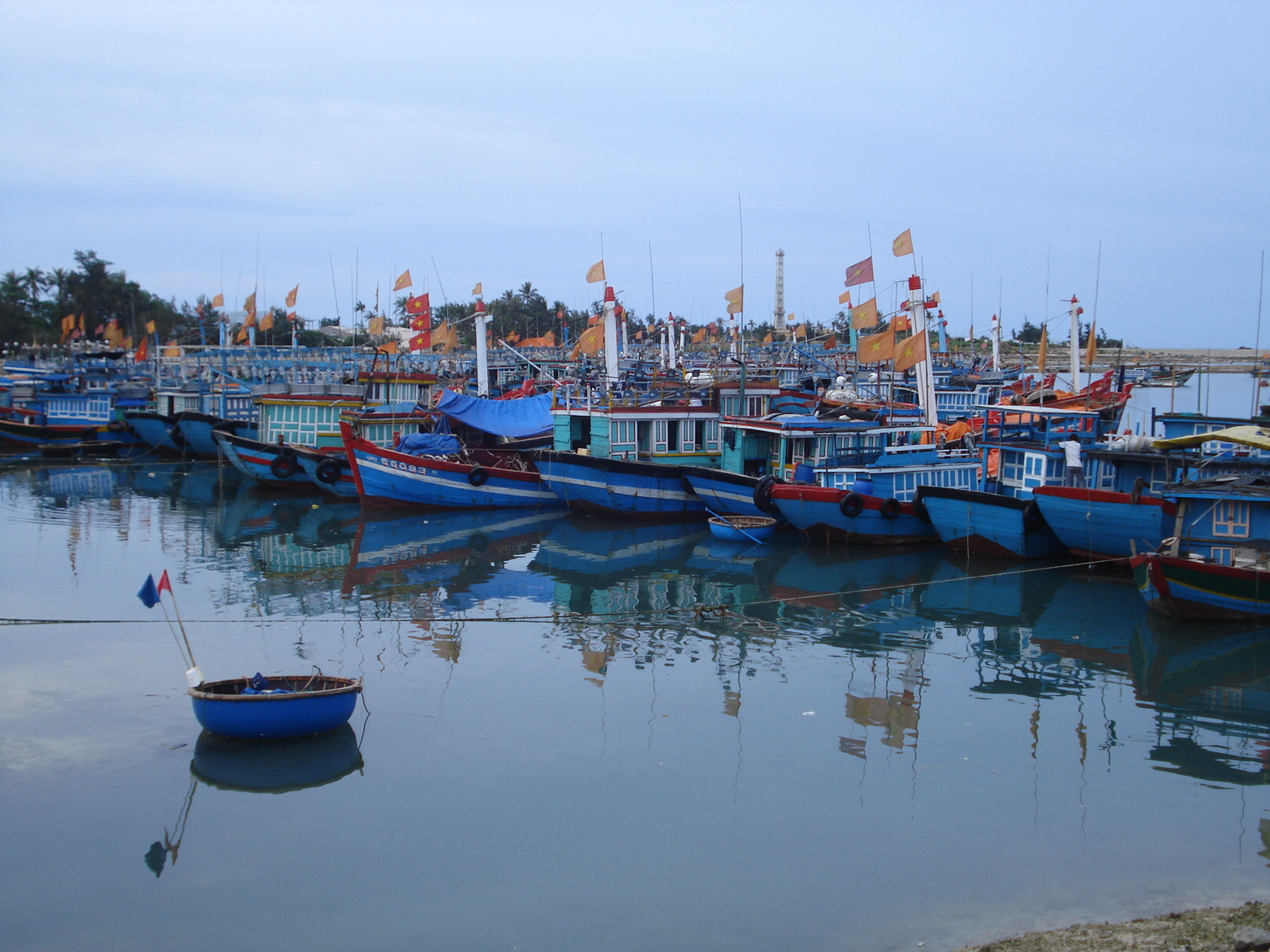
Tàu đánh cá của ngư dân tại Lý Sơn
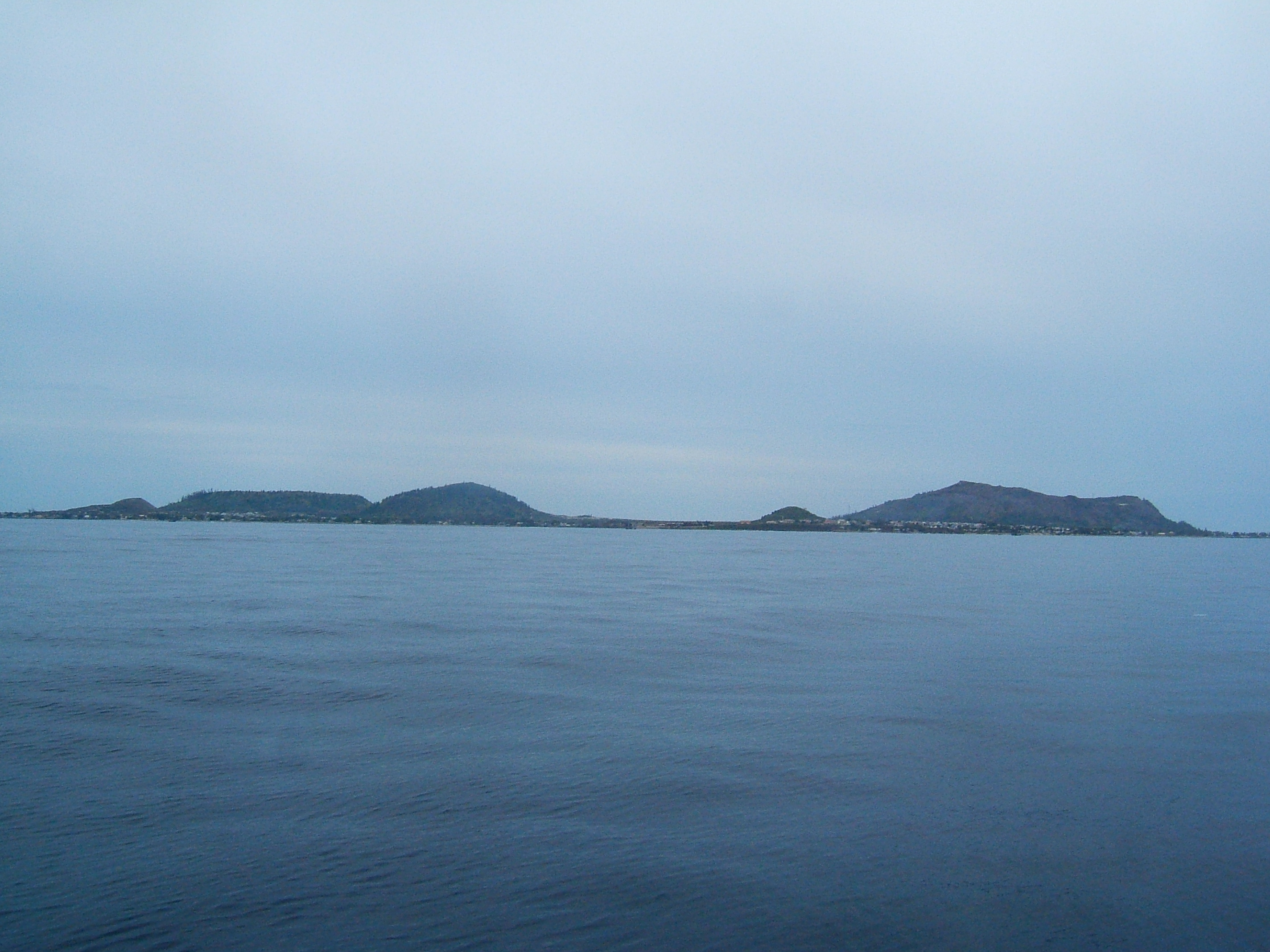
Toàn cảnh đảo Lý Sơn nhìn từ xa
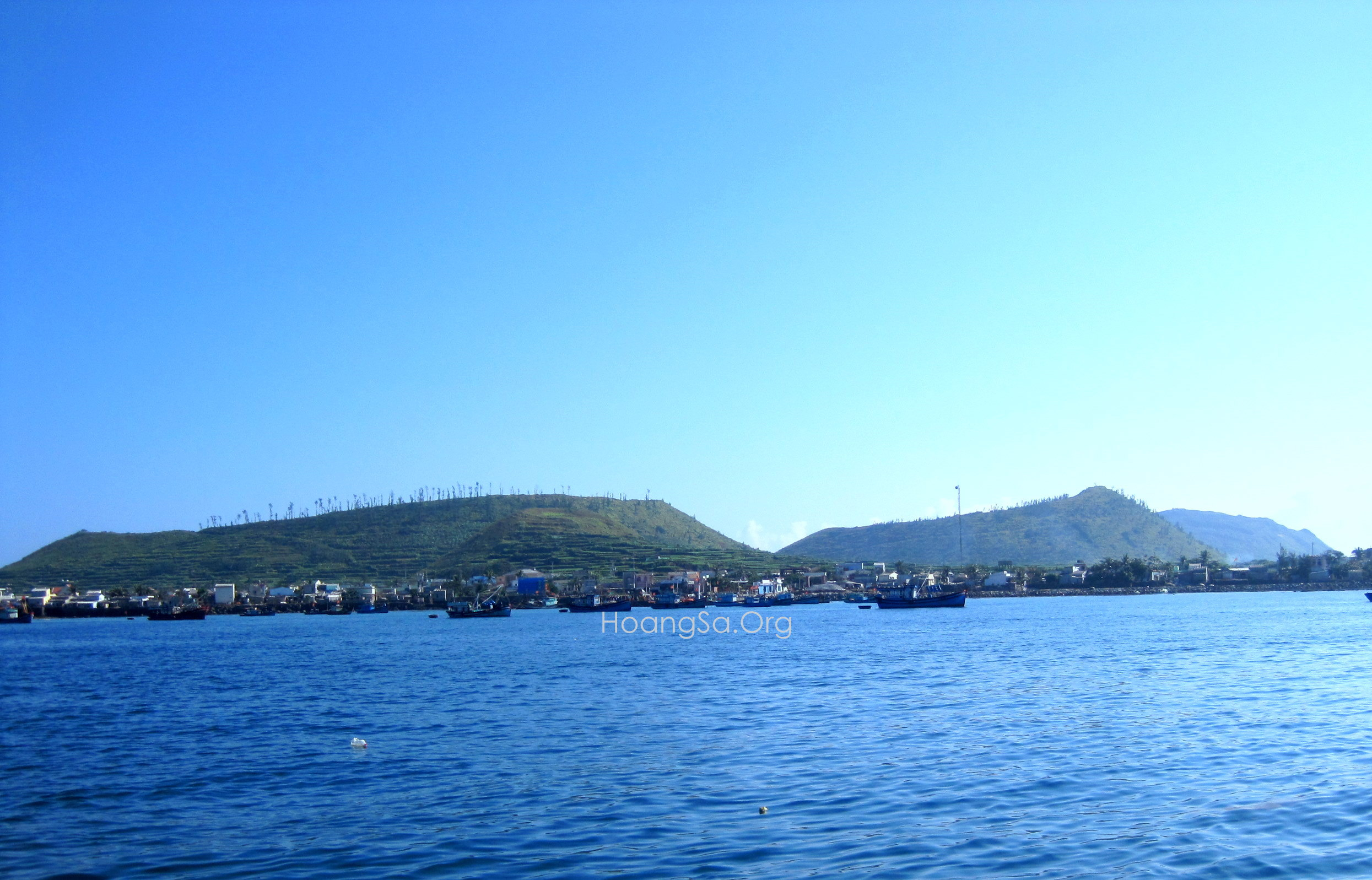
Một phần quang cảnh đảo Lý Sơn
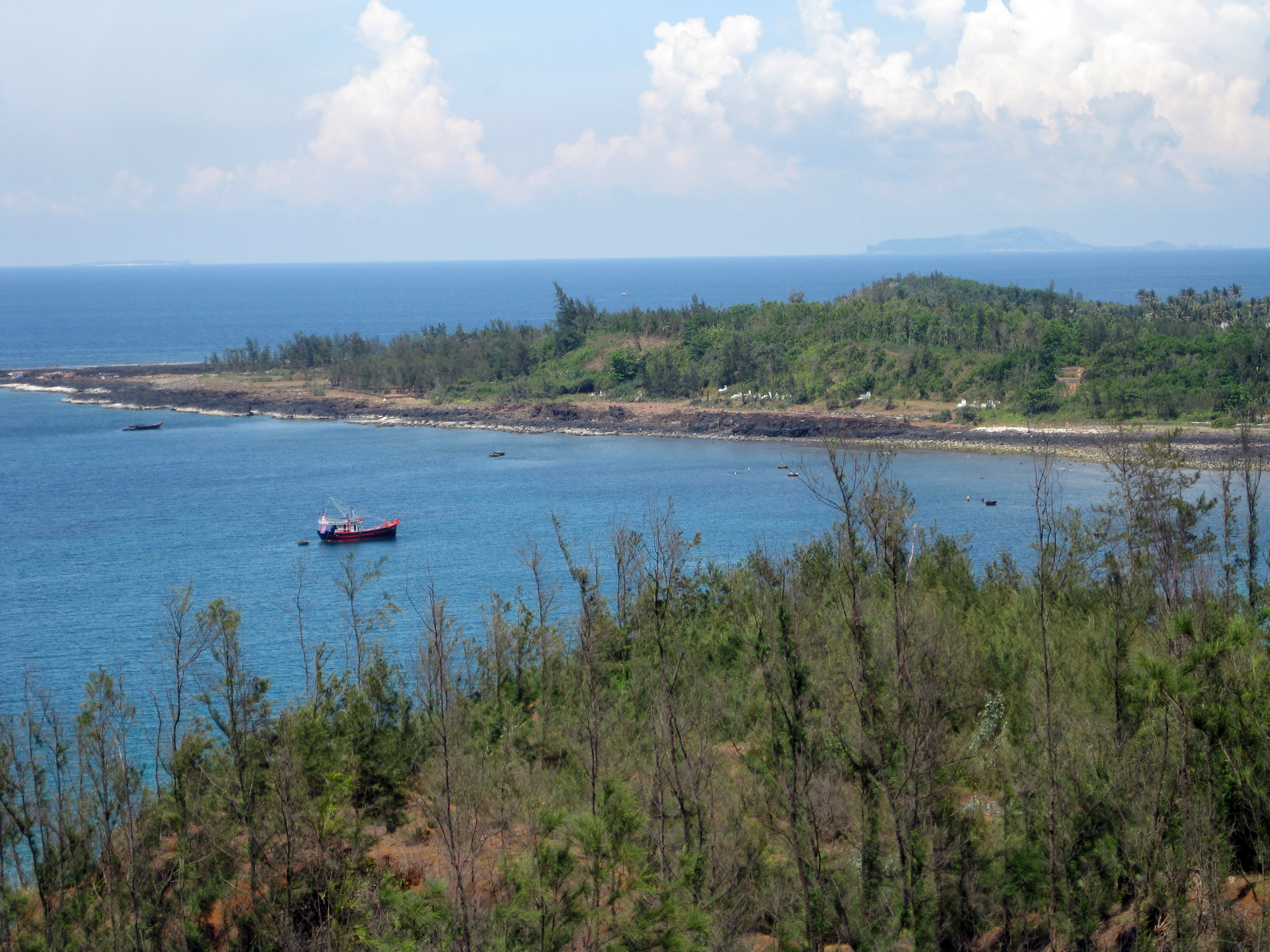
Biển Lệ Thủy thuộc Dung Quất, đảo Lý Sơn ở phía chân trời
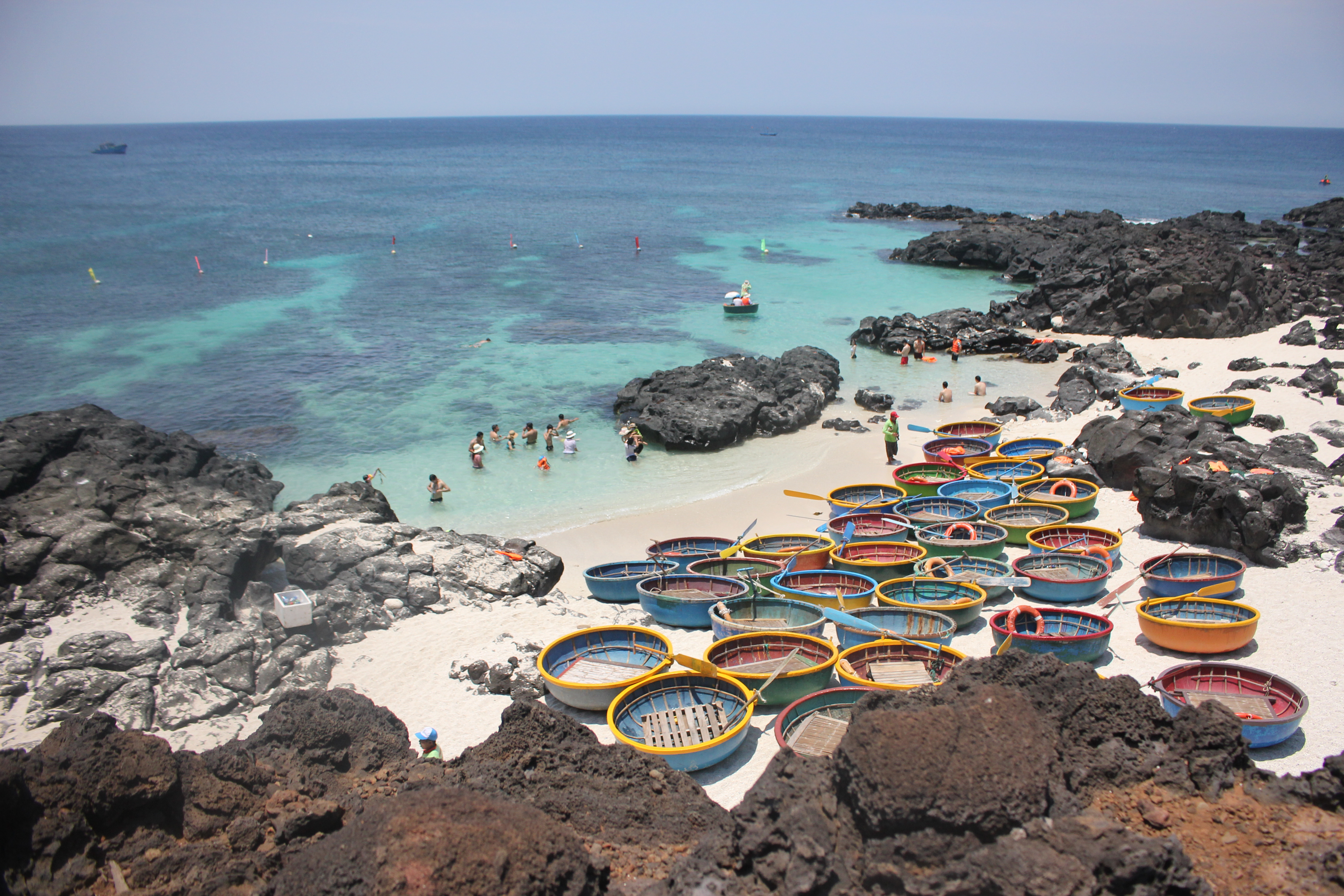
Bãi tắm đảo Bé Lý Sơn
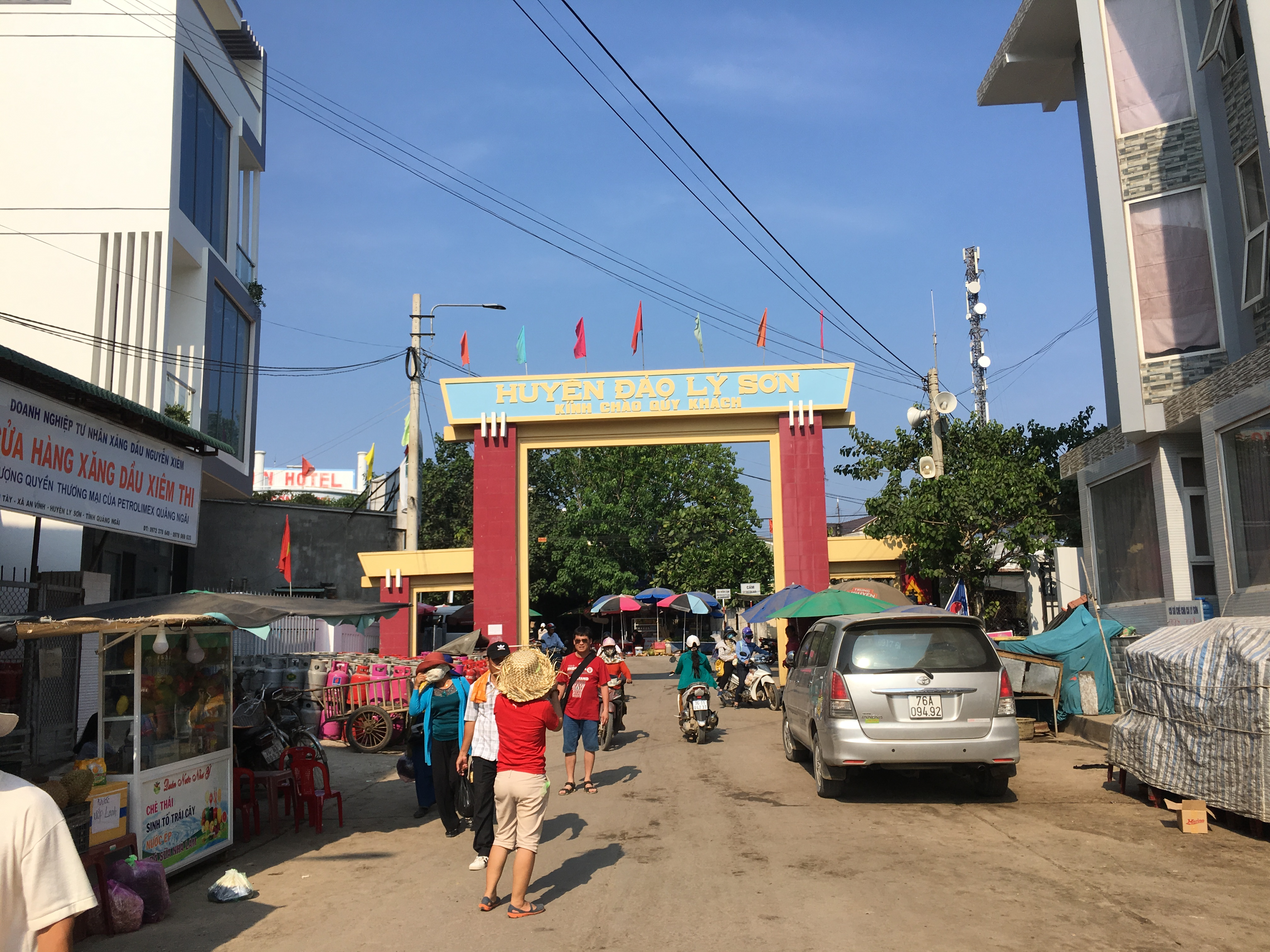
Cổng chào trước khi vào Huyện Đảo Lý Sơn